# Zhēnbǎo Dǎo
Zhēnbǎo Dǎo (in cinese: 珍寶島T, 珍宝岛S), conosciuta anche con il nome russo di Damanskij (in russo Даманский?), è un'isola cinese sul fiume Ussuri, al confine con la Russia.
Nel 1888, quando apparteneva all'Impero russo, ricevette la denominazione di Damanskij in onore dell'ingegnere Stanislav Damanskij, morto nella zona durante una tempesta nel corso di attività esplorative legate alla realizzazione della ferrovia Transiberiana.
L'isola, che copre una superficie di soli 0,74 km² ed è disabitata, è nota per essere stato teatro di un sanguinoso scontro armato tra truppe cinesi e sovietiche nel 1969. Da allora il suo status è rimasto conteso fino al 1991, quando l'URSS ha definitivamente ceduto il territorio alla Cina.